# Сенгерінчен
Сенгерінчен (кит.: 僧格林沁, 1811 — 19 травня 1865) — генерал Цінської імперії, монгольський князь.

## Біографія
Народився в Хорчін-Цзоіхоуці у Внутрішній Монголії. Походив з роду Борджигінів і належав до 26-го покоління нащадків Хасара (молодшого брата Чингісхана). У 1825 році отримав титул «удільний князь Сі» (кит.: 袭郡王, Сі-цзюньван).
Коли в 1853 році тайпіни вирушили в Північний похід, то Сенгерінчену була доручена оборона Тяньцзіня. Війська під його командуванням зруйнували дамби, затопивши рівнину. Цього ж року прийшла сувора зима, змусивши тайпінів зміцнитися у своїх таборах. Тут південні тайпіни страждали від холоду, нестачі провіанту і постійних атак переважаючих сил противника, особливо маньчжурської і монгольської кінноти. У лютому 1854 року вони залишили свої позиції на півдні від Тяньцзіня і з боями відступили ще на південь, втрачаючи безліч бійців, в тому числі замерзлими і обмороженими. За ці досягнення в 1855 році титул Сенгерінчена було піднято з «цзюнь-ван» до «цінь-ван». У тому ж році він зумів полонити в Шаньдуні одного з лідерів тайпінів — Лі Кайфана.
Під час Другої опіумної війни в 1857 році Сенгерінчен був призначений імператорським уповноваженим з оборони Тяньцзіня. У 1859 році він командував цінськими військами під час відбиття англо-французького десанту під Дагу. У 1860 році англо-французьким силам вдалося взяти форти Дагу, і Сенгерінчен відступив з армією до Тунчжоу. Розгром військ Сенгерінчена в битві біля мосту Баліцяо дозволив англо-французьким військам вступити в Пекін і розграбувати палац Юаньмін'юань.
Підписавши мир з європейськими державами багато військових звільнилося, і цінський уряд перекинув їх на боротьбу з повстанням няньцзюнів. У листопаді 1864 року керовані Сенгерінченом цінські війська завдали армії няньцзюнів великої поразки під Хошаном. В 5-му місяці 4-го року ери правління Тунчжи (1865) няньцзюні заманили Сенгерінчена в район міста Цаочжоу, провінція Шаньдун (нині район Хецзе провінції Шаньдун), де взяли в облогу в цитателі Гаолоучжай. Увечері 18-го дня 5-го місяця Сенгерінчен з невеликим загоном кінноти пішов на прорив оточення, пробився і спробував сховатися в лісі, однак на північний захід від Цаочжоу, в містечку Уцзядянь був схоплений загоном противника під командуванням Чжан Цзун'юя, який помітив переховуваних в заростях кіннотників. Сенгерінчен був захоплений в полон і обезголовлений на пшеничному полі. Загибель Сенгерінчена вразила всю імперію Цін, про його смерть говорили як про «втрату опори держави».
Поховання Сенгерінчена відбулося на державному рівні. Посмертно він був удостоєний титулу «великий князь Чжун» (кит.: 忠亲王; Чжун-ціньван) з передачею титулу у спадок. У 1889 році за розпорядженням імператриці Цисі в пам'ять про Сенгерінчена був споруджений храм Сяньчжунци в пекінському районі Дунчен, котрий стоїть донині.